# Plewoki
Plewoki – dawna kolonia. Tereny na których leżała znajdują się obecnie na Białorusi, w obwodzie witebskim, w rejonie głębockim, w sielsowiecie Udział.
Dawniej używana nazwa – Pleoki.

## Historia
W czasach zaborów wieś w powiecie dzisieńskim, w guberni wileńskiej Imperium Rosyjskiego. Należała do dóbr Litowszczyzna, własność Korsaków a pod koniec XIX Winczów.
W latach 1921–1945 wieś a następnie kolonia leżała w Polsce, w województwie wileńskim, w powiecie dziśnieńskim, w gminie Głębokie.
Według Powszechnego Spisu Ludności z 1921 roku zamieszkiwało tu 166 osób, 78 były wyznania prawosławnego, 88 prawosławnego. Jednocześnie 79 mieszkańców zadeklarowało polską a 87 białoruską przynależność narodową. Było tu 39 budynków mieszkalnych. W 1931 w 37 domach zamieszkiwały 182 osoby.
Wierni należeli do parafii rzymskokatolickiej i prawosławnej w Głębokiem. Miejscowość podlegała pod Sąd Grodzki w Głębokiem i Okręgowy w Wilnie; właściwy urząd pocztowy mieścił się w Głębokiem.